# Waratte iitomo!
Waratte iitomo! (笑っていいとも!) est une émission de télévision japonaise.

## L'histoire
Ce programme a duré 32 ans. Il s’est fini le 31 mars 2014. L’animateur est devenu une vieille personne : Tamori a 69 ans en 2014.
Le programme était diffusé pendant une heure à partir de 12:00. C'est un programme qui offrait un visage du midi.

## Artistes[1]

### Lundi
- Shingo Katori
- Masakazu Mimura
- Chihara Jr.
- Naomi Watanabe
- Rino Sashihara
- Takeshi Takei

### Mardi
- Masahiro Nakai
- Kazuki Otake (en)

### Mercredi
- Masahiro Nakai
- Hikari Ota (en)
- Kanako Yanagihara (en)
- Louis Kurihara (en)
- Satoshi Mukai
- Takahiro Ogata
- Kan Ryotaro
- Yu Hirako
- Kenta Sakai
- Hiroyuki Iguchi
- Futoshi Kawamoto

### Jeudi
- Shofukutei Tsurube (ja)
- Hiroya Yamazaki
- Becky

### Vendredi
- Tsutomu Sekine
- Tsuyoshi Kusanagi (en)
- Yukina Kinoshita (en)
- Kosuke Suzuki, des Noon boyz

## Sections populaires
- Un téléphone choc

Un tarento parle avec un animateur. Il présente un de ses amis. C’est comme un relais
- Course d'opposition selon le jour
- Imitation tanka guerre de jeu

## Estimation d'audience
La moyenne est de 11.6 %. Le Grand final est de 16.3 %.